# Étusson
Étusson foi uma comuna francesa na região administrativa da Nova Aquitânia, no departamento de Deux-Sèvres. Estendia-se por uma área de 20,97 km². Em 2010 a comuna tinha 341 habitantes (densidade: 16,3 hab./km²).
Em 1 de janeiro de 2016, passou a formar parte da nova comuna de Saint-Maurice-Étusson.